# La Sergenté
La Sergenté est une allée couverte située dans le hameau du Parcq de L'Oeillière, dans la paroisse de Saint-Brelade sur l'île Anglo-Normande de Jersey.

## Description
Le site mégalithique de La Sergenté date du Néolithique moyen (4500-3250 av. J.-C.). Il est un des plus anciens sites mégalithiques des îles anglo-normandes.
L'allée est délimitée par des orthostates d'environ 0,75 m de hauteur. La chambre terminale est de forme ronde (3,30 m de diamètre. Le sol de la chambre était pavée excepté dans sa partie ouest qui était recouverte d'une dalle de granite reposant à plat.  À l'origine, les piliers supportaient un encorbellement, dont les vestiges ont été retrouvés lors des fouilles archéologiques de 1923. 